# Йохен Бахфельд
Йохен Бахфельд (нім. Jochen Bachfeld; 17 грудня 1952) — німецький боксер, виступав за збірну НДР, олімпійський чемпіон 1972 року. 

## Аматорська кар'єра
Олімпійські ігри 1972
- 1/32 фіналу. Переміг Петера Пройса (ФРН) 5-0
- 1/16 фіналу. Переміг Біллі Тейлора (Велика Британія) 5-0
- 1/8 фіналу. Програв Габріелу Пометку (Румунія) 0-5

Олімпійські ігри 1976
- 1/32 фіналу. Переміг Алі Бахрі Хомані (Іран)
- 1/16 фіналу. Переміг Атанасіоса Іліадіса (Греція) 5-0
- 1/8 фіналу. Переміг Валерія Рахова (СРСР) 4-1
- 1/4 фіналу. Переміг Кармена Рінке (Канада) 5-0
- 1/2 фіналу. Переміг Віктора Зільбермана (Румунія) 3-2
- Фінал. Переміг Педро Гаммаро (Венесуела) 3-2